# TH+ Band Litoral
TH+ Band Litoral (anteriormente, TV Thathi Litoral ou TV Thathi Band Litoral) é uma emissora de televisão brasileira concessionada em Santos, porém sediada em São Vicente, ambas cidades do estado de São Paulo. Opera no canal 12 (23 UHF digital) e é afiliada à Band. Pertence ao Grupo Thathi de Comunicação, e transmite seu sinal para todas as localidades da Baixada Santista. Seus estúdios e o escritório da emissora estão sediados na Vila São Jorge, em São Vicente, e sua antena de transmissão está no topo do Edifício Brisamar, na Ilha Porchat.

## História
A TV Brasil foi fundada em 17 de junho de 1992, como afiliada do SBT na Baixada Santista, através do canal 12 VHF, que entre 1972 e 1986 havia sido ocupado por uma retransmissora da TV Gazeta de São Paulo. Seus primeiros comerciais locais começaram a ser inseridos a partir de julho de 1992, sendo o primeiro anunciante local a Lucibelli Decorações. Em setembro, ganhou seu primeiro programa local, o VideoShop, de produção independente e exibido aos domingos às 9 horas da manhã, ficando no ar durante um ano.
Em fevereiro de 1994, a TV Brasil começou a existir como empresa estruturada e departamentalizada, com sede própria de seis pavimentos e aproximadamente mil metros quadrados de área útil, contando com todos os departamentos que uma afiliada de televisão deve ter. Ainda em 1994, iniciou-se o jornalismo regional na TVB, em forma de boletins em cada hora, trazendo notícias da região. Era o TVB Notícias, precursor do jornal da TV Brasil exibido às 19 horas de segunda a sábado. Neste mesmo ano estreou na emissora o programa Legítima Defesa.
Em 2007, assim como a TVB Campinas, passou a se chamar TVB Litoral, de modo a não confundir-se com a TV Brasil, criada pelo Governo Federal no mesmo ano. Em 23 de dezembro de 2010, a emissora assinou contrato com a Rede Bandeirantes e passou a transmitir sua programação em 31 de março de 2011, desfiliando-se do SBT. Em 21 de setembro de 2015, a TVB Litoral encerra o seu departamento de jornalismo e demite 13 funcionários, culminando na extinção do telejornal Band Cidade.
Em outubro de 2020, o Grupo Solpanamby vende a TVB Litoral e seus outros veículos de comunicação para o Grupo Thathi de Comunicação, baseado em Ribeirão Preto. Após a compra, em 1.º de novembro, a emissora passa a se chamar TV Thathi Litoral.
Em 8 de fevereiro de 2021, a TV Thathi Litoral estreia o jornalístico Thathi Cidade apresentado por Roberta Lemos, isso marca o retorno da emissora ao jornalismo após 6 anos de hiato.
No dia 10 de fevereiro de 2025, a emissora, assim como as suas irmãs espalhadas por São Paulo, passaram a utilizar a marca TH+, com a emissora de Santos adotando o nome TH+ Band Litoral. A nova nomenclatura, segundo o Grupo Thathi, reforça a conexão entre as emissoras de televisão aberta, além das rádios e do portal institucional do Grupo Thathi de Comunicação.